# Gianni Giadresco
Giovanni Giadresco (Lugo, 11 novembre 1927 – Ravenna, 20 gennaio 2005) è stato un partigiano, politico e scrittore italiano.

## Biografia
Durante la Resistenza, a soli 16 anni, fu partigiano appartenente alla 28ª Brigata Garibaldi "Mario Gordini", sotto il comando di Arrigo Boldrini
Nel dopoguerra divenne dirigente del Partito Comunista Italiano. Viene eletto alla Camera dei deputati nelle file del PCI nel 1972, confermando il proprio seggio anche alle elezioni politiche del 1976, alle elezioni politiche del 1979 e a quelle del 1983, restando in carica fino al 1987.
A seguito dello scioglimento del PCI nel 1991 e della contestuale costituzione del PDS fu invece tra coloro che scelsero di fondare il Movimento per la Rifondazione Comunista. Nel 1998 aderì al Partito dei Comunisti Italiani (PdCI), con il quale nel 1999 viene eletto consigliere comunale a Lugo, restando in carica fino al 2002.
Ha scritto diversi libri prevalentemente relativi alle sue memorie ed esperienze nella lotta di Liberazione e militanza politica in area ravennate.

## Pubblicazioni
- Ravenna zona operazioni 1944-1945, ANPI, Ravenna, 1955 (riedizione La battaglia di Ravenna, Editori Riuniti, Roma, 1964).
- Il compromesso bizantino, Editori Riuniti, Roma, 1979.
- Dai magliari ai vu' cumpra, Rubbettino, Soveria Mannelli, 1988.
- Amarcord del P.C.I., Il Monogramma, Ravenna, 1991.
- Partigiani in pianura, Il Monogramma, Ravenna, 1995.
- Guerra in Romagna 1943-1945, Il Monogramma, Ravenna, 2004.